# Buchstein (Bayreuth)

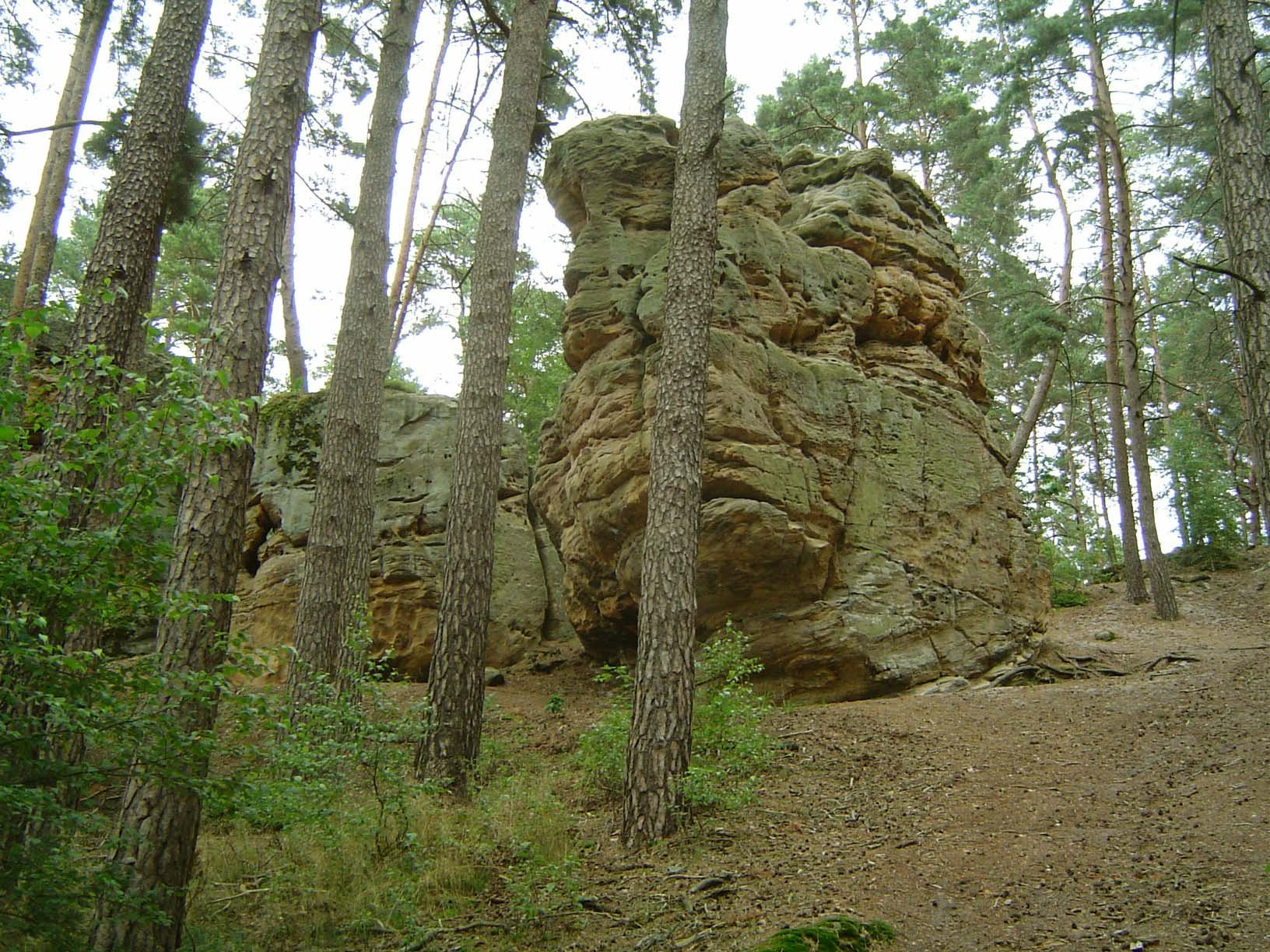
Rhätsandstein-Felsen am Buchstein

Der Buchstein ist eine 411 m hohe Erhebung im südwestlichen Stadtgebiet von Bayreuth. In seinem südlichen Bereich gehören Teile des Buchsteins zu den Gemeinden Mistelbach und Gesees.

## Name
Herkunft und Bedeutung des Namens Buchstein sind nicht eindeutig geklärt. Auf einen Buchenbestand lässt er sich nicht zurückführen – der dortige trockene Sandboden ist ein traditioneller Kiefernstandort.
Lange Zeit wurde er mit den Bayreuther Stadtbüchern oder dem markgräflichen Landbuch in Verbindung gebracht. Diese sollen beim Einfall der Hussiten im Jahr 1430 in kleinen Höhlen der dortigen Sandsteinformationen versteckt worden sein. Tatsächlich gingen die Stadtbücher damals beim Brand des Rathauses ausnahmslos verloren; die Landbücher hingegen wurden nicht in Bayreuth, sondern in der markgräflichen Kanzlei auf der Plassenburg aufbewahrt.
Plausibler ist die Erklärung, dass der Name mit einer künstlichen Vertiefung in der Größe eines geschlossenen Buchs in einem der Felsen zusammenhängt. Dieser rund zwei Meter hohe, mit drei Kreuzen gekennzeichnete Stein auf der Kammhöhe am Saaser Berg wird im ältesten erhaltenen Grenzbereitungsprotokoll aus dem Jahr 1675 erwähnt. Er ist einer der östlichen Ausläufer des Felsenmeers und diente als Grenzpunkt, vermutlich deshalb hatte er diese gut sichtbare Markierung in der „form eines buchs“ erhalten. Die eingemeißelten Zahlen 1775 (Jahreszahl) und 160 (Grenzsteinnummer) lassen auf diese Funktion anlässlich einer weiteren Grenzbereitung ein Jahrhundert später schließen. Auf einer Karte aus jenem Jahr ist der Felsen als Buchstein an der Gemarkungsgrenze der Stadt eingezeichnet.
Vermutlich ab etwa 1800 ging der Name vom Felsen auf das umgebende Waldgebiet, das zur Zeit der Grenzbereitung noch als „Alter Forst“ bezeichnet wurde, über.

## Geschichte und Beschreibung

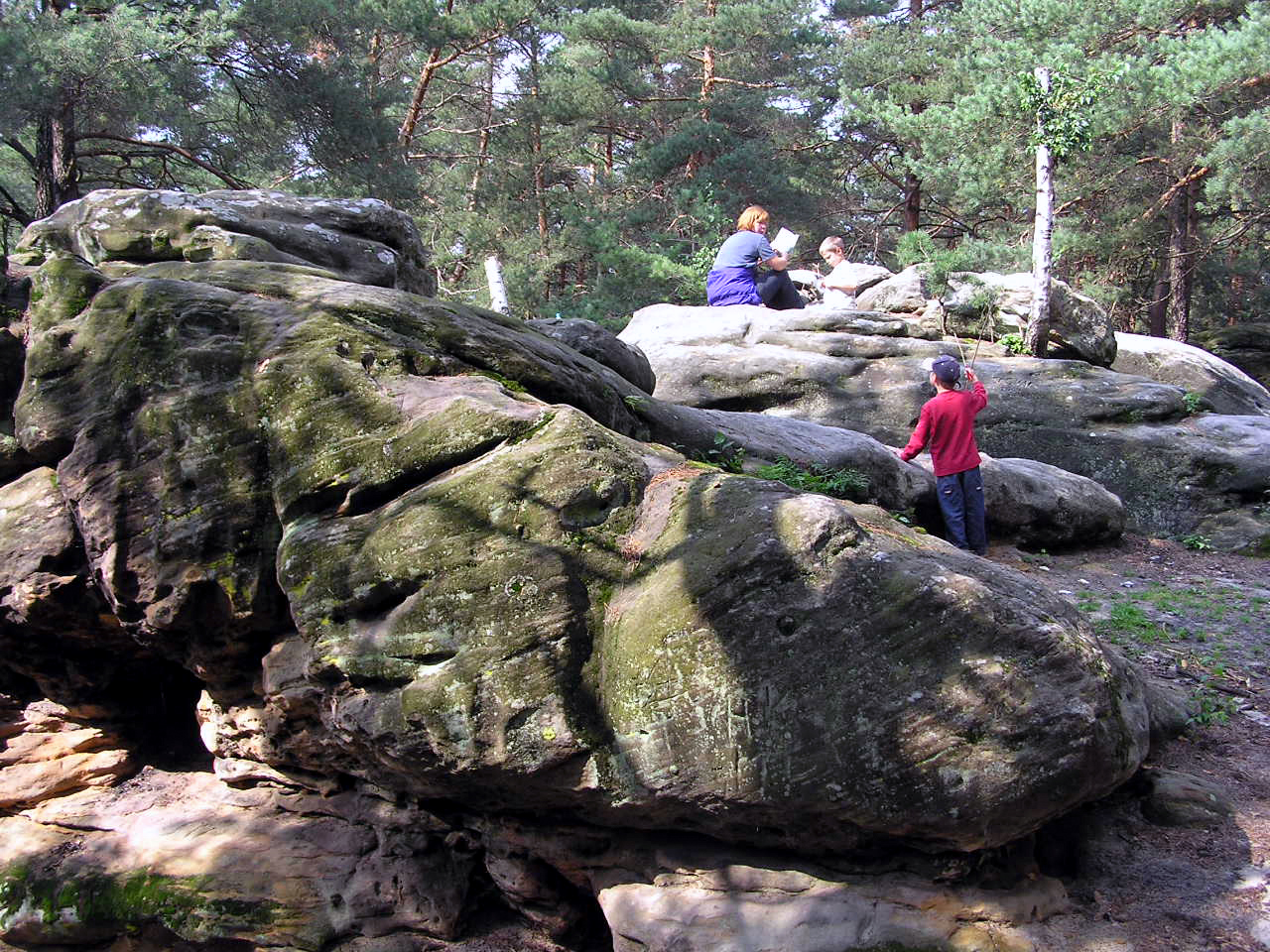
Der Buchstein als Naherholungsgebiet

Der Buchstein bildet den Abschluss eines Höhenzugs, der sich vom Sophienberg in zunächst nördlicher, dann nordwestlicher Richtung bis zum Tal des Mistelbachs bei Geigenreuth zieht. Die markante Felsengruppe aus Rhätsandstein nahe dem Gipfel, die heute vom Kiefernwald verdeckt wird, war um 1910 noch von Weitem zu sehen. Durch Wabenverwitterung entstanden charakteristische wabenartige Felsstrukturen, Verwitterungsprozesse ließen Spalten-, Schichtfugen- und Wandhöhlen entstehen. Als Besonderheit am Buchstein kann die Limonitkristallisation betrachtet werden.
Bis ins 19. Jahrhundert hinein führte die direkte Wegeverbindung von der Altstadt nach Mistelbach über den Buchstein. Der sogenannte Mistelbacher Fuhrweg wurde 1675 und 1709 erwähnt. In den Grenzbeschreibungen von 1709 und 1775 wird an dessen oberster Hohlung auf einen Grenzstein mit der Jahreszahl 1702 Bezug genommen.
Die Felsengruppe und der sie im Umkreis von 200 m umgebende Wald sind heute als Naturdenkmal (Geotop mit der Nummer 462R001) ausgewiesen und haben eine Funktion als Naherholungsgebiet. Südlich davon wurde Mitte der 1990er Jahre eine Kompostieranlage angelegt, etwas weiter südöstlich wird der Rhätsandstein in einer Sandgrube abgebaut.